# Henry Nordmeyer
Henry Waldemar Nordmeyer (* 2. Juli 1891 in Magdeburg; † 4. Oktober 1981 in Ann Arbor, Michigan) war ein deutsch-amerikanischer Germanist und Hochschullehrer.

## Leben und Wirken
Nordmeyer besuchte das Gymnasium in Braunschweig bis zum Abitur 1910 und studierte dann bis 1913 an der Universität Leipzig. 1913/14 war er Assistent für Deutsch an der University of Wisconsin, wo er 1914 auch promoviert wurde. 1914/15 war er Instructor in German an der Ohio State University, 1915 bis 1918 Instructor in German an der University of Illinois. Von 1918 bis 1921 arbeitete er im Verlagswesen.
1921 wurde er Professor of Modern Languages an einem Junior College in Grand Rapids (Michigan), 1924 Assistant Professor am Swarthmore College, 1925 Assistant Professor an der Washington University. 1929 ging er als Associate Professor and Chairman of German Department an die New York University, wo er 1932 Professor wurde. Von 1935 bis 1960 war er Professor und Leiter des German Department an der University of Michigan in Ann Arbor. 1961 wurde er emeritiert. 
Seine Forschungsschwerpunkte waren die Deutsche Klassik und Romantik, insbesondere Johann Wolfgang von Goethe und Heinrich von Kleist. Daneben beschäftigte er sich mit mittelhochdeutscher Literatur.

## Schriften (Auswahl)
- Das schallanalytische Verhältnis von Gottfrieds Vierzeilern. In: Journal of English and Germanic Philology 13, 1914, S. 508–513.
- Ein Anti-Reinmar. In: PMLA 45, 1930, S. 629–683.
- Der hohe Mut bei Reimar von Hagenau. Minnesangs Frühling 179, 3. In: Journal of English and Germanic Philology 31, 1932, S. 360‑394.
- Zum Übersetzen mittelhochdeutscher Lyrik: Ein Lied von hoher Minne. In: Monatshefte für Deutschen Unterricht 33, 1941, S. 193–197.
- Minnesang und Psychologe. In: Monatshefte für Deutschen Unterricht 34, 1942, S. 274–279.
- Rubaijat. Omar Chajjam. Rendered into English verse by Edward Fitz-Gerald. Versübertragung mit Einführung von Henry W. Nordmeyer. Nachwort von Heinrich Meyer. 2., verb. Auflage, Lang, Bern 1969.